# U-99
O Unterseeboot 99 foi um submarino alemão da Kriegsmarine que atuou durante a Segunda Guerra Mundial .
Foi um dos mais bem sucedidos U-Boots alemães, tendo operado até o dia 17 de Março de 1941, quando foi danificado pelas cargas de profundidade do contra-torpedeiro britânico HMS Walker (D-27) (1918-1945), sofrendo deste modo, um total de 3 mortos e 40 sobreviventes que se tornaram prisioneiros de guerra, entre eles  o seu comandante Korvettenkäpitan Otto Kretschmer.

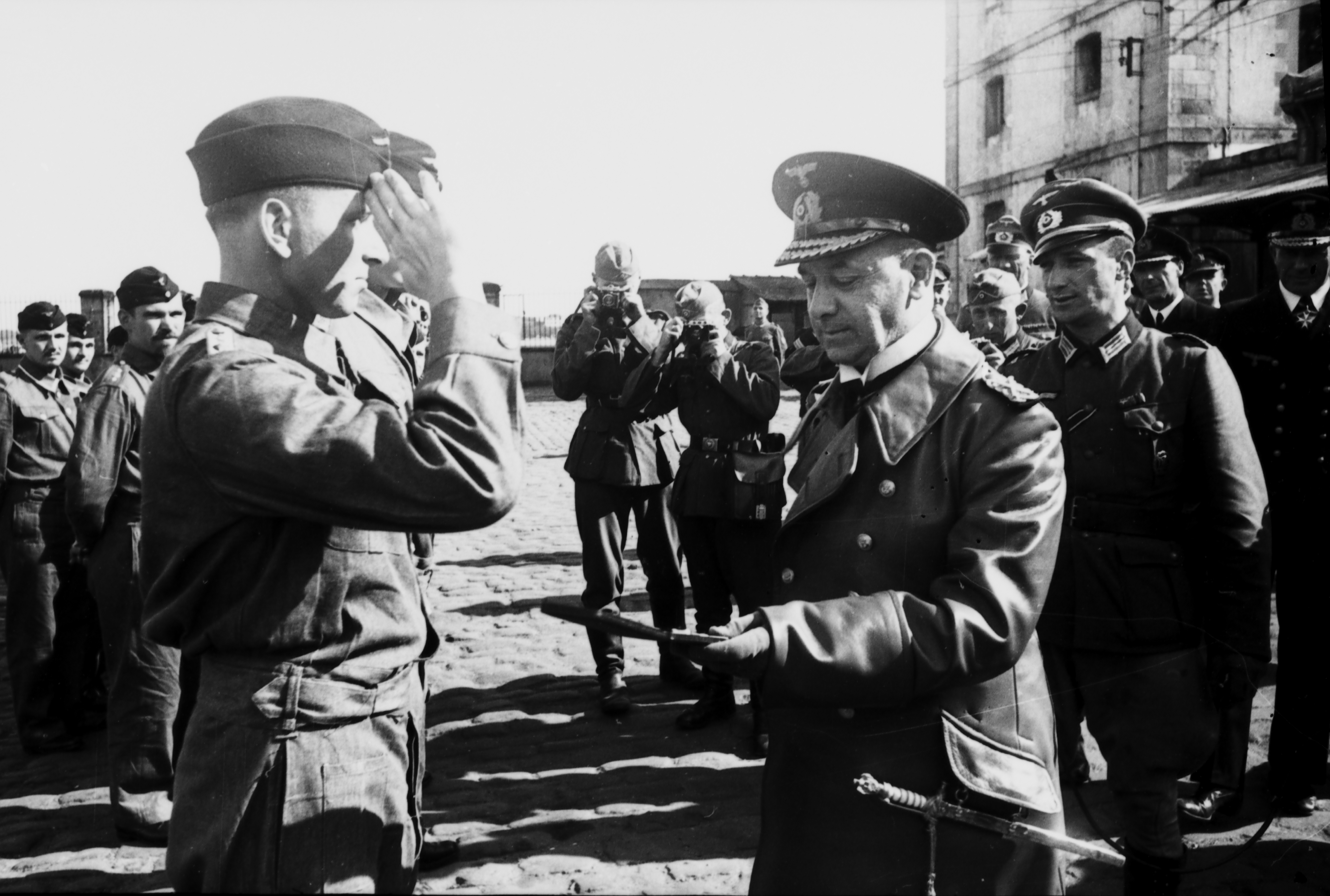
Grande Almirante Erich Raeder condecorando a tripulação do U-99 em agosto de 1940.

## Comandante
O submarino foi comandado por um único comandante.
| Comandante            | Período                                   |
| --------------------- | ----------------------------------------- |
| KKpt. Otto Kretschmer | 18 de Abril de 1940 - 17 de Março de 1941 |

KKpt. (Korvettenkapitän) - Capitão de corveta

## Operações

### Subordinação

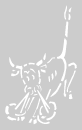
7. Unterseebootsflottille.

O u-boot esteve sempre subordinado 7. Unterseebootsflottille inicialmente na base de Kiel, e a partir de julho de 1940 em St. Nazaire.
| Período                                   | Flotilha                  |
| ----------------------------------------- | ------------------------- |
| 18 de Abril de 1940 - 17 de Março de 1941 | 7. Unterseebootsflottille |

### Patrulhas
|       | Comandante             | Partida                 | Partida       | Chegada                | Chegada       | Dias | Toneladas |
| ----- | ---------------------- | ----------------------- | ------------- | ---------------------- | ------------- | ---- | --------- |
| 1     | Kptlt. Otto Kretschmer | 18 de Junho de 1940     | Kiel          | 25 de Junho de 1940    | Wilhelmshaven | 8    |           |
| 2     | Kptlt. Otto Kretschmer | 27 de Junho de 1940     | Wilhelmshaven | 21 de Julho de 1940    | Lorient       | 25   | 22 719    |
| 3     | Kptlt. Otto Kretschmer | 25 de Julho de 1940     | Lorient       | 5 de Agosto de 1940    | Lorient       | 12   | 57 890    |
| 4     | Kptlt. Otto Kretschmer | 4 de Setembro de 1940   | Lorient       | 25 de Setembro de 1940 | Lorient       | 22   | 25 925    |
| 5     | Kptlt. Otto Kretschmer | 13 de Outubro de 1940   | Lorient       | 22 de Outubro de 1940  | Lorient       | 10   | 30 502    |
| 6     | Kptlt. Otto Kretschmer | 30 de Outubro de 1940   | Lorient       | 8 de Novembro de 1940  | Lorient       | 10   | 42 407    |
| 7     | Kptlt. Otto Kretschmer | 27 de Novembro de 1940  | Lorient       | 12 de Dezembro de 1940 | Lorient       | 16   | 34 291    |
| 8     | Kptlt. Otto Kretschmer | 22 de Fevereiro de 1941 | Lorient       | 17 de Março de 1941    | Afundado      | 24   | 71 025    |
| Total | Total                  | Total                   | Total         | Total                  | Total         | 127  | 284 759 t |

### Navios atacados pelo U-99
- 35 navios afundados, num total de 198 218 GRT
- 3 navios de guerra auxiliares afundados, num total de 46 440 GRT
- 1 navio capturado, num total de 2 136 GRT
- 5 navios danificados, num total de 37 965 GRT [7][8]

Entre os navios atacados pelo u-boot U-99 são destaques:
| Data        | Comandante             | Nome da Embarcação         | Toneladas | Nacionalidade          |
| ----------- | ---------------------- | -------------------------- | --------- | ---------------------- |
| 12 Jul 1940 | Kptlt. Otto Kretschmer | Merisaar (capturado)       | 2 136     | Estónia                |
| 28 Jul 1940 | Otto Kretschmer        | MV Auckland Star           | 13 212    | Reino Unido            |
| 29 Jul 1940 | Otto Kretschmer        | SS Clan Menzies            | 7 336     | Reino Unido            |
| 2 Ago 1940  | Otto Kretschmer        | Alexia (danificado)        | 8 016     | Reino Unido            |
| 2 Ago 1940  | Otto Kretschmer        | Strinda (danificado)       | 10 973    | Noruega                |
| 21 Set 1940 | Otto Kretschmer        | Invershannon               | 9 154     | Reino Unido            |
| 3 Nov 1940  | Otto Kretschmer        | HMS Laurentic (F-51)       | 18 724    | Marinha Real Britânica |
| 4 Nov 1940  | Otto Kretschmer        | HMS Patroclus              | 11 314    | Marinha Real Britânica |
| 5 Nov 1940  | Otto Kretschmer        | MV Scottish Maiden         | 6 993     | Reino Unido            |
| 2 Dez 1940  | Otto Kretschmer        | HMS Forfar (F-30)          | 16 402    | Marinha Real Britânica |
| 3 Dez 1940  | Otto Kretschmer        | MV Conch                   | 8 376     | Reino Unido            |
| 7 Mar 1941  | Otto Kretschmer        | SS Terje Viken)            | 20 638    | Reino Unido            |
| 16 Mar 1941 | Otto Kretschmer        | MV Beduin                  | 8 136     | Noruega                |
| 16 Mar 1941 | Otto Kretschmer        | Franche Comte (danificado) | 9 314     | Reino Unido            |
| 16 Mar 1941 | Otto Kretschmer        | SS J. B. White             | 7 375     | Canadá                 |
| Total       | Total                  | Total                      | 284 759 t |                        |

SS (steam ship) - navio a vapor. 

MV (motor vessel) - navio a motor. 

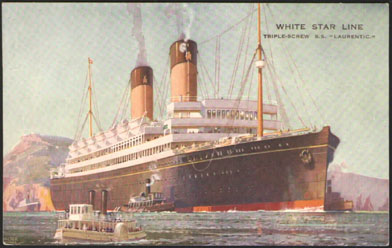
HMS Laurentic (F-51) (ex-SS Laurentic da White Star.

HMS (Her Majesty's Ship) - prefixo dos navios pertencentes a Marinha Real Britânica, com o significado de navio de sua Majestade.